# Флосмур (Илиноис)
Флосмур (енгл. Flossmoor) град је у америчкој савезној држави Илиноис.

## Демографија
По попису из 2010. године број становника је 9.464, што је 163 (1,8%) становника више него 2000. године.
| Група             | 2000.         | 2010.         |
| Белци             | 6.041 (65,0%) | 4.235 (44,7%) |
| Афроамериканци    | 2.522 (27,1%) | 4.521 (47,8%) |
| Азијати           | 393 (4,2%)    | 240 (2,5%)    |
| Хиспаноамериканци | 223 (2,4%)    | 303 (3,2%)    |
| Укупно            | 9.301         | 9.464         |